# マーシャル諸島の国旗
マーシャル諸島の国旗は、1979年5月1日に制定された。
国旗のデザインはマーシャル諸島の地理的位置を示している。白とオレンジ色の斜線は赤道を示すとともに、国が次第に発展していくことを表現している。青地は太平洋を示し、白の太陽は赤道から少し北に位置するマーシャル諸島を示している。また白とオレンジ色はマーシャル諸島の2つの島の列、ラタック列島とラリック列島を表すとともに、勇気と平和を象徴している。太陽の24本の光は、24の地区を表している。太陽の光のうち4本が長いことでキリスト教の十字架を示している。

縦横比2:3の別タイプ